# Кабаре 011
„Кабаре 011” је југословенска телевизијска серија снимљена 1997. године.

## Улоге
| Глумац                | Улога |
| --------------------- | ----- |
| Рада Ђуричин          |       |
| Михаило Миша Јанкетић |       |

Комплетна ТВ екипа ▼
| Редитељ     | Јован Ристић   |                 |
| Сценариста  | Момо Капор     |                 |
| Композитор  | Сања Илић      |                 |
| Монтажер    | Наташа Николић |                 |
| Сценограф   | Живорад Кукић  | (као Жак Кукић) |
| Костимограф | Мира Чохаџић   |                 |